# Двадцать копеек
Двадцать копеек (разговорное название — двугривенный) — монета номиналом 20 копеек. Выпускалась в России из серебра с 1764 года. В Советском Союзе в 1921—1931 годах серебряная, с 1931 года монета номиналом 20 копеек выпускалась из мельхиора, с 1961 года — из нейзельбера. В Белоруссии монета данного номинала используется с 2016 года.
Название монеты двугривенный произошло от древнерусской денежной единицы «гри́вна».

## История
К началу 1760-х годов встал вопрос о ликвидации пробела в ряду номиналов общегосударственных монет (чеканился серебряный гривенник, а следующей по старшинству монетой был полуполтинник). После ряда пробных монет, отчеканенных при Елизавете Петровне и Петре III, 15- и 20-копеечники стали чеканиться массово с 1764 года, уже при Екатерине ΙI. Монета была выполнена из серебра 750-й пробы, весом 4,8 грамма. После этого чеканилась при всех российских императорах, кроме Павла I. В ходе 1-й мировой войны вместо монет выпускались кредитные билеты того же номинала.
В РСФСР и СССР монета выпускалась регулярно. В 1921—1931 годах монету чеканили из серебра, с 1931 года — из никелевого сплава, затем, с 1961 года, из медно-никелевого сплава. 20 копеек в 1928—1961 годах были самой крупной по номиналу монетой в СССР массовой чеканки. 1 октября 1967 года были выпущены юбилейные монеты в серии «50 лет Советской власти», тираж составил 50 млн экземпляров. После денежной реформы 1991 года в СССР более не выпускались.
В Белоруссии, после проведения деноминации, 1 июля 2016 года была введена в обращение монета достоинством 20 копеек образца 2009 года.

## Галерея
- 20 копеек Николая II, 1915 год, серебро 500 пробы
- Денежный знак 20 копеек Николая II, 1915 год (аверс)
- Денежный знак 20 копеек Николая II, 1915 год (реверс)
- 20 копеек образца 1921 года (РСФСР)
- 20 копеек образца 1924 года (СССР)
- 20 копеек образца 1931 года (СССР)
- 20 копеек образца 1937 года (СССР)
- 20 копеек образца 1961 года (СССР)
- 20 копеек юбилейного выпуска (СССР)
- 20 копеек образца 2009 (Белоруссия, аверс)
- 20 копеек образца 2009 (Белоруссия, реверс)